# Shingeki no Bahamut
Shingeki no Bahamut (神撃のバハムート?, Shingeki no Bahamūto) è un gioco di carte collezionabili sviluppato da Cygames, pubblicato da DeNA il 1º gennaio 2012 per Android e il 12 aprile 2012 per iOS. Un adattamento anime, prodotto da MAPPA con il sottotitolo Genesis e acquistato in Italia da Dynit, è stato trasmesso in Giappone tra il 6 ottobre e il 29 dicembre 2014. Un sequel, intitolato Rage of Bahamut: Virgin Soul e sempre prodotto da MAPPA, è andato in onda dal 7 aprile al 29 settembre 2017, mentre la produzione di una serie di corti anime dal sottotitolo Manaria Friends è stata interrotta nel 2016.

## Trama
Mistarcia è un mondo magico dove coesistono umani, dei e demoni. In passato, il Bahamut dalle ali nere ed argentate aveva minacciato di distruggere questa terra, ma le sue tre razze abitanti combatterono insieme per sconfiggerlo e sigillarne i poteri. La chiave del sigillo fu divisa in due parti, la prima delle quali fu affidata agli dei, mentre la seconda ai demoni. Così facendo le due metà non si sarebbero mai più riunite e Bahamut sarebbe stato condannato all'oblio per l'eternità. Duecento anni dopo però, la pace viene sconvolta da una ragazza che riesce a rubare la metà custodita dagli dei, ragion per cui la caccia al ladro ha subito inizio, chi con lo scopo di mantenere il sigillo intatto, chi per liberare il temibile Bahamut.

## Personaggi

### Personaggi diGenesis
Favaro Leone (ファバロ・レオーネ?, Fabaro Reōne)
Doppiato da: Hiroyuki Yoshino
Kaisar Lidfald (カイザル・リドファルド?, Kaizaru Ridofarudo)
Doppiato da: Go Inoue
Amira (アーミラ?, Āmira)
Doppiata da: Risa Shimizu
Rita (リタ?)
Doppiata da: Miyuki Sawashiro
Lavalley (ラヴァレイ?, Ravarei)
Doppiato da: Hiroaki Hirata
Jeanne d'Arc (ジャンヌ・ダルク?, Jan'nu Daruku)
Doppiata da: Megumi Han
Bacchus (バッカス?, Bakkasu)
Doppiato da: Hiroshi Iwasaki
Hamsa (ハンサ?, Hansa)
Doppiato da: Shōtarō Morikubo
Azazel (アザゼル?, Azazeru)
Doppiato da: Masakazu Morita
Cerberus (ケルベロス?, Keruberosu)
Doppiata da: Eri Kitamura
Pazuzu (パズズ?)
Doppiato da: Tsuyoshi Koyama
Gabriel (ガブリエル?, Gaburieru)
Doppiata da: Ayumi Fujimura
Michael (ミカエル?, Mikaeru)
Doppiato da: Shōta Aoi
Raphael (ラファエル?, Rafaeru)
Doppiata da: Ayumi Tsuji
Uriel (ウリエル?, Urieru)
Doppiata da: Eri Ozeki
Charioce XIII (シャリオス13世?, Shariosu 13-sei)
Doppiato da: Tesshō Genda
Martinet (マルチネ?, Maruchine)
Doppiato da: Kenjirō Tsuda
Lucifer (ルシフェル?, Rushiferu)
Doppiato da: Takahiro Sakurai
Beelzebub (ベルゼビュート?, Beruzebyūto)
Doppiato da: Ryūzaburō Ōtomo

### Personaggi diManaria Friends
Anne (アン?, An)
Doppiata da: Yōko Hikasa
Grea (グレア?, Gurea)
Doppiata da: Ayaka Fukuhara
Hanna (ハンナ?)
Doppiata da: Nana Mizuki

## Anime
Un adattamento anime, prodotto da MAPPA col titolo Shingeki no Bahamut: Genesis (神撃のバハムート Genesis?) e diretto da Keiichi Satō, è andato in onda dal 6 ottobre al 29 dicembre 2014. Le sigle di apertura e chiusura sono rispettivamente EXiSTENCE dei SiM e Promised Land di Risa Shimizu (attrice)|Risa Shimizu. In Italia gli episodi sono stati trasmessi in streaming in simulcast da Dynit su VVVVID e Popcorn TV, mentre in America del Nord i diritti sono stati acquistati da Funimation. Un sequel dal titolo Rage of Bahamut: Virgin Soul (神撃のバハムート Virgin Soul?, Shingeki no Bahamūto: Virgin Soul), annunciato al termine di un concerto della serie tenutosi il 6 maggio 2015 e sempre a cura di MAPPA, è andato in onda dal 7 aprile al 29 settembre 2017 ed è stato trasmesso in simulcast, anche coi sottotitoli in italiano, da Amazon su Amazon Video.
Una serie di corti dal titolo Shingeki no Bahamut: Manaria Friends (神撃のバハムート マナリアフレンズ?, Shingeki no Bahamut: Manaria Furenzu), ispirata a un evento del gioco, doveva essere prodotta da Studio Hibari per la regia di Takafumi Hoshikawa e trasmessa nel contenitore Ultra Super Anime Time di Ultra Super Pictures a partire dal 1º aprile 2016, ma è stata rimandata a tempo indeterminato. Il 20 gennaio 2019 è iniziata la trasmissione della serie in Giappone.

### Episodi
| Nº  | Titolo originale                 | In onda          | In onda |
| Nº  | Titolo originale                 | Giapponese       |         |
| 1   | Encounter Wytearp                | 6 ottobre 2014   |         |
| 2   | Escape from Livian               | 13 ottobre 2014  |         |
| 3   | Fog of Nebelville                | 20 ottobre 2014  |         |
| 4   | Reunion at Ysmenport             | 27 ottobre 2014  |         |
| 5   | Rescue in Sword Valley           | 3 novembre 2014  |         |
| 6   | Anatae, Part 1: Legendary Saint  | 10 novembre 2014 |         |
| 6.5 | Roundup                          | 17 novembre 2014 |         |
| 7   | Anatae, Part 2: The Storm Rages  | 24 novembre 2014 |         |
| 8   | Anatae, Part 3: Beyond the Storm | 1º dicembre 2014 |         |
| 9   | Decision in the Wailing Woods    | 8 dicembre 2014  |         |
| 10  | Helheim, Land of Lies            | 15 dicembre 2014 |         |
| 11  | All Roads Lead to Abos           | 22 dicembre 2014 |         |
| 12  | Rage of Bahamut                  | 29 dicembre 2014 |         |

Sequel
| Nº | Titolo originale               | In onda           | In onda |
| Nº | Titolo originale               | Giapponese        |         |
| 1  | Red Dragon                     | 7 aprile 2017     |         |
| 2  | The Miserables                 | 14 aprile 2017    |         |
| 3  | Close Encounter                | 21 aprile 2017    |         |
| 4  | Firestarter                    | 28 aprile 2017    |         |
| 5  | Those Who Won't Give Up        | 5 maggio 2017     |         |
| 6  | Anatean Holiday                | 12 maggio 2017    |         |
| 7  | The Day of Victory             | 19 maggio 2017    |         |
| 8  | The Day of Defeat              | 26 maggio 2017    |         |
| 9  | Same Old, Same Old             | 2 giugno 2017     |         |
| 10 | The Way She Was                | 9 giugno 2017     |         |
| 11 | Declaration of War             | 16 giugno 2017    |         |
| 12 | The Great Escape               | 23 giugno 2017    |         |
| 13 | A Farewell to Arms             | 30 giugno 2017    |         |
| 14 | Homecoming                     | 7 luglio 2017     |         |
| 15 | City of the Gods, Part 1       | 14 luglio 2017    |         |
| 16 | City of the Gods, Part 2       | 21 luglio 2017    |         |
| 17 | Virgin Souls                   | 28 luglio 2017    |         |
| 18 | Invictus                       | 18 agosto 2017    |         |
| 19 | Shall We Dance?                | 25 agosto 2017    |         |
| 20 | From Heaven to Hell            | 1º settembre 2017 |         |
| 21 | Vengeance                      | 8 settembre 2017  |         |
| 22 | Which Way Is the Wind Blowing? | 15 settembre 2017 |         |
| 23 | Rise of the Nightmare          | 22 settembre 2017 |         |
| 24 | Run, Nina, Run                 | 29 settembre 2017 |         |